# Praia Formiga
A Praia Formiga é uma praia do Arquipélago de São Tomé e Príncipe, localiza-se a Oeste da ilha do Príncipe localizada entre a elevação do Focinho de Cão e da elevação denominada As Mamas, próxima à Portela do Lumiar e frente ao monte Mesa e ao monte Barriga Branca. 